# Trevorita
La trevorita és un mineral de la classe dels òxids, que pertany al grup de l'espinel·la. Rep el nom de Major Tudor Gruffydd Trevor, inspector de mines del Districte de Pretòria, Transvaal, Sud-àfrica, on va ser descoberta.

## Característiques
La trevorita és un òxid de fórmula química Ni2+Fe₂3+O₄. Cristal·litza en el sistema isomètric. Normalment es troba de forma granular o massiva, rarament en forma de petits cristalls octaèdrics. La seva duresa a l'escala de Mohs és 5.
Segons la classificació de Nickel-Strunz, la trevorita pertany a «04.BB: Òxids amb proporció Metall:Oxigen = 3:4 i similars, amb només cations de mida mitja» juntament amb els següents minerals: cromita, cocromita, coulsonita, cuprospinel·la, filipstadita, franklinita, gahnita, galaxita, hercynita, jacobsita, manganocromita, magnesiocoulsonita, magnesiocromita, magnesioferrita, magnetita, nicromita, qandilita, espinel·la, ulvöspinel·la, vuorelainenita, zincocromita, hausmannita, hetaerolita, hidrohetaerolita, iwakiïta, maghemita, titanomaghemita, tegengrenita i xieïta.

## Formació i jaciments
Es troba en un petit cos tabular de serpentinita niquelífera, probablement en un dipòsit de contacte, al llarg de la unió de quarsita i roques ultramàfiques intrusives; també se'n troba per sota de dipòsits de sulfur de níquel en gabre en peridotites. Sol trobar-se associada a altres minerals com: nimita, willemseïta, talc, violarita, mil·lerita, reevesita, goethita, níquel i heazlewoodita. Va ser descoberta l'any 1921 al dipòsit de níquel i a la mina de talc Scotia, a Bon Accord, Barberton (Sud-àfrica).